# 트리플 (드라마)
《트리플》은 2009년 6월 11일부터 2009년 7월 30일까지 방영된 MBC의 드라마이다. 대한민국에서 두 번째로 피겨스케이팅을 다룬 작품이다.
한편, 이정재가 맡았던 신활 역은 당초 강지환이 낙점되었으나 2008년 방송될 예정이었던 해당 드라마의 편성이 몇 차례 뒤로 미뤄지면서 고사했다.

## 제작진
- 연출 : 이윤정
- 극본 : 이정아, 오수진

## 등장 인물

### 주요 인물
- 이정재 : 신활 역
- 이선균 : 조해윤 역
- 윤계상 : 장현태 역
- 민효린 : 이하루 역
- 이하나 : 최수인 역
- 김희 : 강상희 역
- 송중기 : 지풍호 역

### 그외의 인물
- 최백호 : 이하루 아버지 역
- 김혜정 : 최수인 어머니 역
- 김상호 : 남코치 역
- 이성민 : 정국장 역
- 정지순 : U통신 한부장 역
- 김영광 : 김재욱 역
- 박소현 : 신교련 코치 역
- 김창완 : 복만치킨 사장 김복만 역
- 정병철 : 회사 중역 역
- 문형주 : 광고회사부장 역

## 참고 사항
- 극중 신활 역으로 나온 이정재는 해당 드라마를 통해 안방극장 복귀를 했는데[3] 한국 드라마 제작 시스템에 문제가 있다고 판단[4]하여 한동안 드라마 출연을 자제했다.